# Maria Poźniak-Niedzielska
Maria Poźniak-Niedzielska (ur. 16 listopada 1936 w Lublinie, zm. w marcu 2025) – polska prawniczka, profesor doktor habilitowany nauk prawnych, cywilistka, specjalistka z zakresu prawa handlowego i prawa własności intelektualnej.
W roku 1958 ukończyła studia prawnicze na Wydziale Prawa Uniwersytetu Marii Curie-Skłodowskiej w Lublinie i została zatrudniona w Zakładzie Prawa Gospodarczego i Handlowego, później mianowanego Katedrą Prawa Gospodarczego i Handlowego. Doktorat uzyskała w 1967 roku (obroniła pracę pt. Problematyka cywilnoprawna autorstwa dzieła kinematograficznego). W 1976 odbyła kolokwium habilitacyjne (po rozprawie pt. Wzory zdobnicze i ich ochrona). W roku 1990 został jej nadany tytuł profesora. W latach 1978–2006 była kierownikiem Katedry Prawa Gospodarczego i Handlowego UMCS, a w latach 1981–2002 dyrektorem Instytutu Prawa Cywilnego UMCS.
Przebywała na stypendiach i stażach naukowych we Francji i RFN, odbyła misje naukowe w Erywaniu, Mińsku i Atenach, prowadziła wykłady we Włoszech.
Była członkinią międzynarodowego Stowarzyszenia Profesorów Prawa Własności Intelektualnej, Międzynarodowej Ligi Prawa Konkurencji i Lubelskiego Towarzystwa Naukowego, należała także do Kolegium Redakcyjnego „Państwa i Prawa”, współpracowała ze Światową Organizacją Własności Intelektualnej.
Odbyła aplikację sędziowską, później została wpisana na listę radców prawnych OIRP w Lublinie. Brała udział w opracowywaniu szeregu aktów prawnych, m.in. ustawy modelowej o ochronie folkloru w ramach grupy roboczej OMPI, polskiej ustawy – Prawo własności przemysłowej oraz ustawy o prawie autorskim i prawach pokrewnych. Była członkinią Komisji Prawa Autorskiego i zespołu specjalistycznego prawa w Ministerstwie Nauki i Informatyzacji.

## Odznaczenia
- Odznaka honorowa „Za Zasługi dla Wynalazczości”,
- Medal Komisji Edukacji Narodowej,
- Złoty Krzyż Zasługi,
- Krzyż Oficerski Orderu Odrodzenia Polski[4].